# Moulin de Nagasse
Le moulin de Nagasse, attesté depuis le XIVe siècle, est situé sur la commune de Verfeil dans le département français de la Haute-Garonne tout contre la limite avec le Tarn, en région Occitanie, sur  la Balerme un  affluent du Girou et vers laquelle elle restitue ses eaux. Il dépendait des archevêques de Toulouse. Il a été reconstruit en 1699-1700 et a cessé de fonctionner avant la Première Guerre mondiale. Il a été restauré en 1969 et inscrit Monument historique en 1971. 

## Histoire
Le moulin de Nagasse (ou en Agasse) est attesté depuis le XIVe siècle et son histoire est connue grâce à Gabriel Bernet qui a étudié les registres paroissiaux, les actes notariés et les archives départementales. 
Henri Soulet dans un article paru en 2007 dans le Monde des Moulins se base sur ses travaux pour en retracer l'histoire.

### Un moulin actif pendant plusieurs siècles
Au fil des siècles le moulin a connu des périodes d'activités diverses, des arrêts, des reprises, la ruine et des restaurations. 
Il faisait partie de la chatellerie de Verfeil et ses premiers propriétaires connus au XIVe siècle faisaient hommage à l'archevêque de Toulouse. Ce bien constituait un fonds noble. En 1574, le moulin appartient à Jacques de Verdiguier, qui prend part aux guerres de religion. En 1583 il installe un fermier dans le moulin, puis il meurt en 1590 dans l'assaut du village de Montastruc. En 1598 le moulin est "ruiné et perdu". Raymond Lacroix, un marchand teinturier toulousain acquiert le moulin, et à la suite de mauvaises affaires, ses biens sont vendus par la justice à Jacques Brousson, procureur au Parlement de Toulouse dont le fils Nicolas doit à son tour le vendre.
En 1656 c'est un membre de la famille toulousaine Assézat qui rachète le moulin et s'engage à en payer les hypothèques. À la fin du XVIIe siècle le moulin est victime du feu et des intempéries et il est très délabré. En 1699 les enfants de Pierre d'Assézat vendent le moulin à Jean Giscard, marchand drapier. L'acte de vente confirme le caractère allodial du moulin ainsi que l'hommage dû à l'archevêque de Toulouse, signe de la noblesse de ce bien. Ce nouveau propriétaire entreprend une restauration du bâtiment. Dans les prés attenant il y ajoute un moulin à vent. Ce propriétaire va faire du moulin sa résidence principale. Son fils y vivra avec sa famille. En 1780 jusque quatorze personnes y demeuraient.

### Arrêts, ruine et restaurations
En 1797 le moulin ne fonctionnait plus et fut à nouveau vendu alors qu'il se trouvait dans un état dégradé. C'est Joseph de Malaret qui en fait l'acquisition et qui y installe un meunier avec famille et domestiques. Malaret à son tour va vendre le moulin en 1805 aux frères Bernet d'abord en indivision. L'aîné ayant vendu sa part au cadet le moulin va fonctionner tout au long du XIXe siècle. Le moulin à eau cesse de fonctionner en 1909 et deux moulins à vent seront détruits pendant la Première Guerre mondiale. La chaussée qui barrait le Girou fut détruite peu après que le dernier meunier Pascal Peyrole l'ait quitté. Le bien est revendu à Justin Jaussely qui l'a utilisé comme exploitation agricole jusqu'en 1940. 
Les bâtiments agricoles ont été démolis vers 1945 et le canal d'amenée a été comblé pour cause de remembrement. Le mécanisme a entièrement disparu. Le toit et les planchers se sont effondrés. Les tourelles en parties éventrées ont perdu leur toiture. En 1969 son propriétaire Francis Rougeau céda le moulin "en mauvais état avec terrain attenant". Henri Soulet et sa sœur Jacqueline Murat en font alors l'acquisition et restaurent le moulin sans aide publique. En 1971 le moulin de Nagasse a été inscrit sur l’Inventaire Supplémentaire des Monuments Historiques . Il est actuellement la propriété indivise des frères Soulet.

## Architecture

Plan schématique du moulin de Magasse.

Le moulin à toutes les époques a servi à la fois d'outil de travail et d'habitation. Construit entièrement en briques foraines sur un plan rectangulaire de 11 m  par 9, il n'a qu'une arrivée d'eau. Le toit à quatre pentes est couvert de tuiles canal. Il comporte un étage et deux tours qui flanquent le bâtiment en diagonale, soutenues par un renforcement en cul-de-lampe et accessibles par la pièce attenante à l'étage. Le bâtiment possède deux portails d'entrée en plein cintre au nord-est et au sud-est. Ce dernier est surplombé par une bretèche qui met en évidence l'objectif défensif dans lequel ce bâtiment a été construit. 
Au sous-sol, l’entrée au sud-est et la sortie au nord-ouest de l’eau se fait sous une arche en plein cintre. Seule la composante bâtie du système hydraulique subsiste. Le canal d’amenée a été comblé. Son arrivée au moulin a pu être reconstruite à l’identique par deux murs de briques en forme d’entonnoir. Un dispositif de dérivation souterraine à partir de la Balerme, affluent du Girou qui passe près du moulin, alimente un plan d'eau qui souligne la beauté du site. Toute la mécanique ancienne a disparu. Les canaux de refuite se rejoignent dans un bassin qui restitue l’eau à la Balerme. 
L'intérieur du bâtiment a perdu sa vocation industrielle et ne sert actuellement que d'habitation. Il a été restauré avec des matériaux anciens: pilier central en pierre, poutres solives et planchers en chêne, menuiseries en noyer - dont certaines issues de la démolition d'un immeuble du XVIIe siècle, escalier à ballustre Louis XIII. Le moulin de Nagasse dans son état actuel a suscité à Benoît Dufournier ce commentaire: 
« on a peine à concevoir qu’un simple outil de travail puisse échapper à son destin, sortir de son cadre et prétendre à mieux qu’à “servir” : un moulin aux allures de manoir semble un péché contre la logique. Lorsqu’on arrive devant Nagasse, on croit n’avoir devant soi qu’un exercice de charme purement gratuit. »

## Galerie

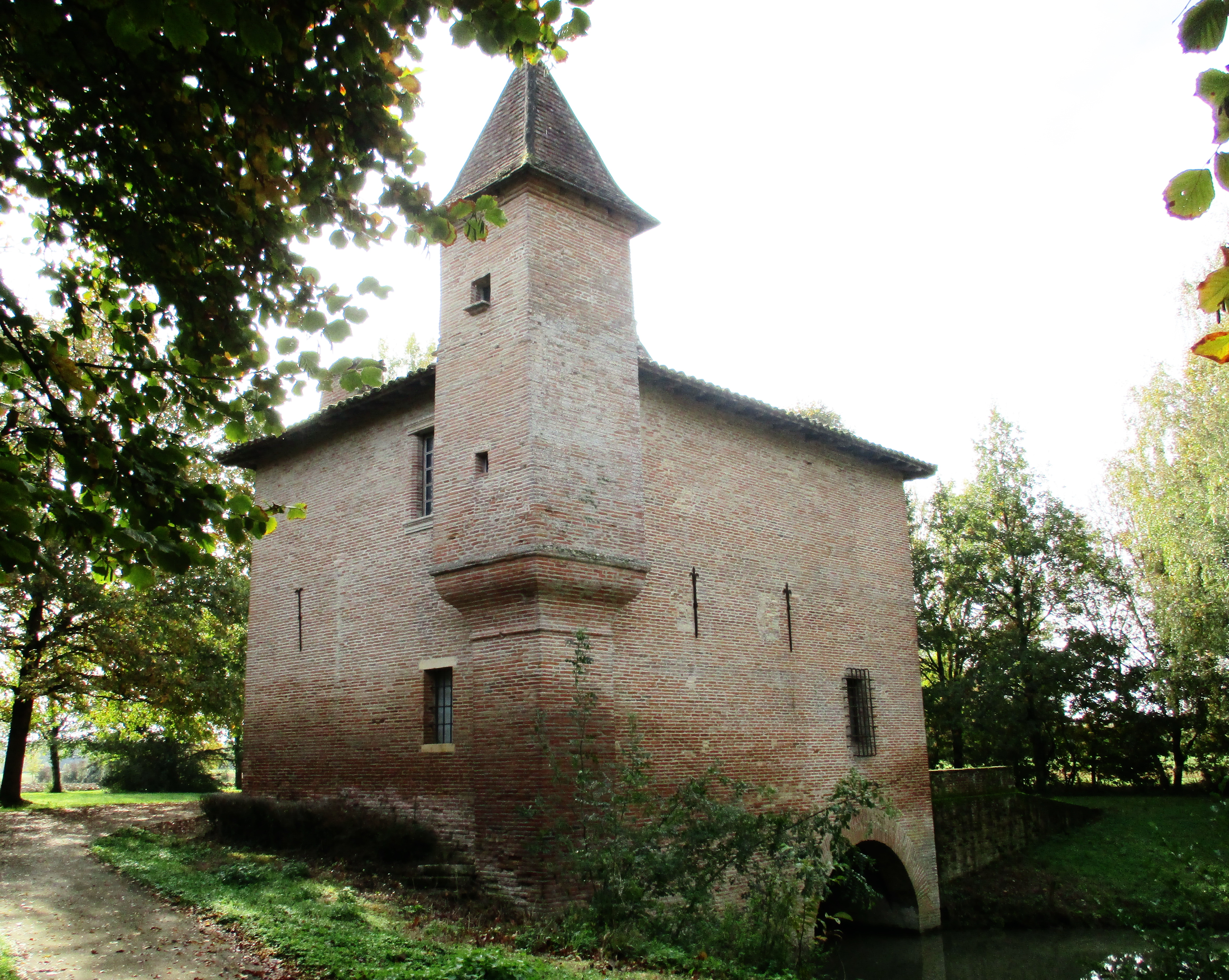
La tour nord.
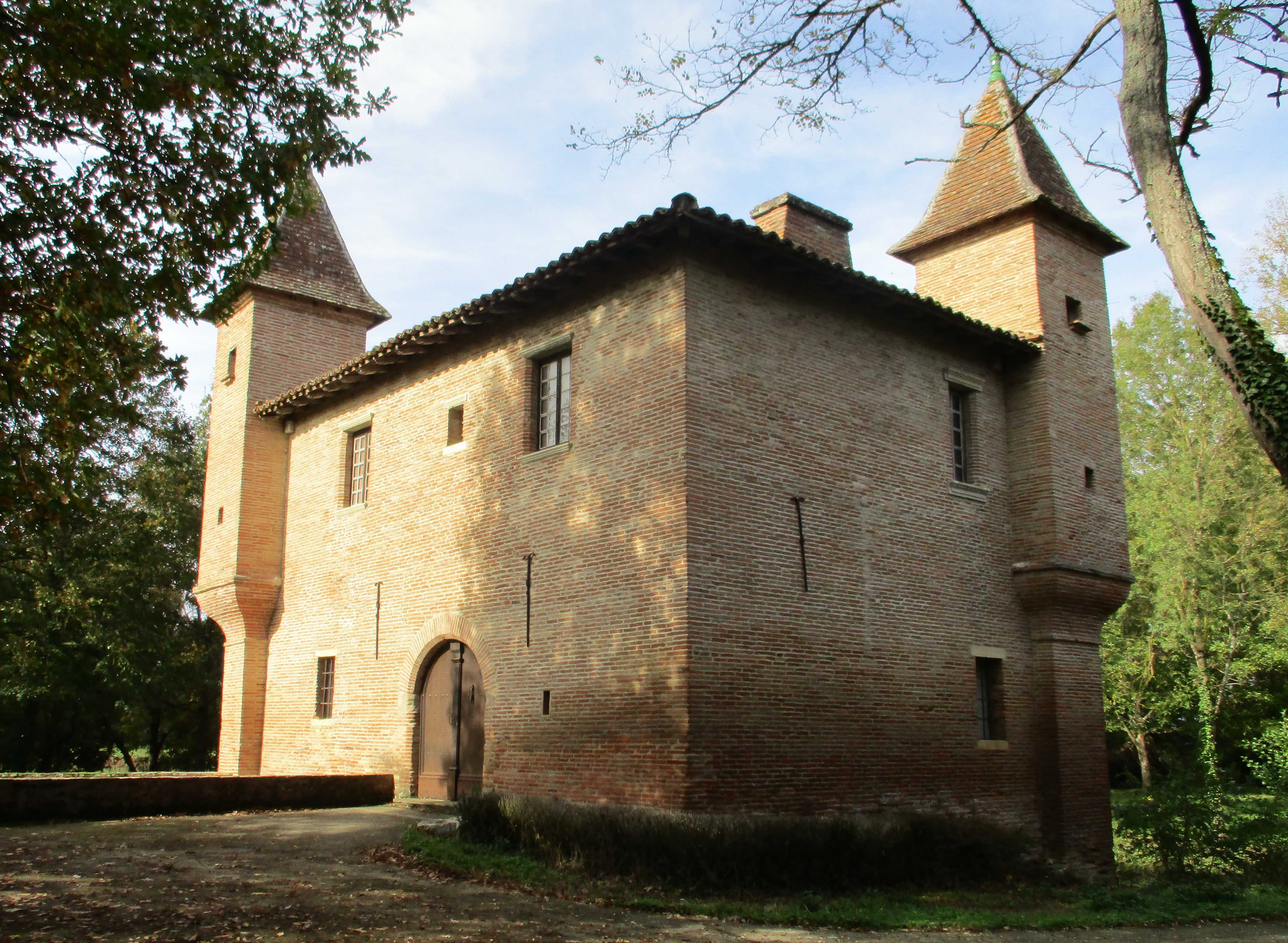
Façades nord-est et sud-est.
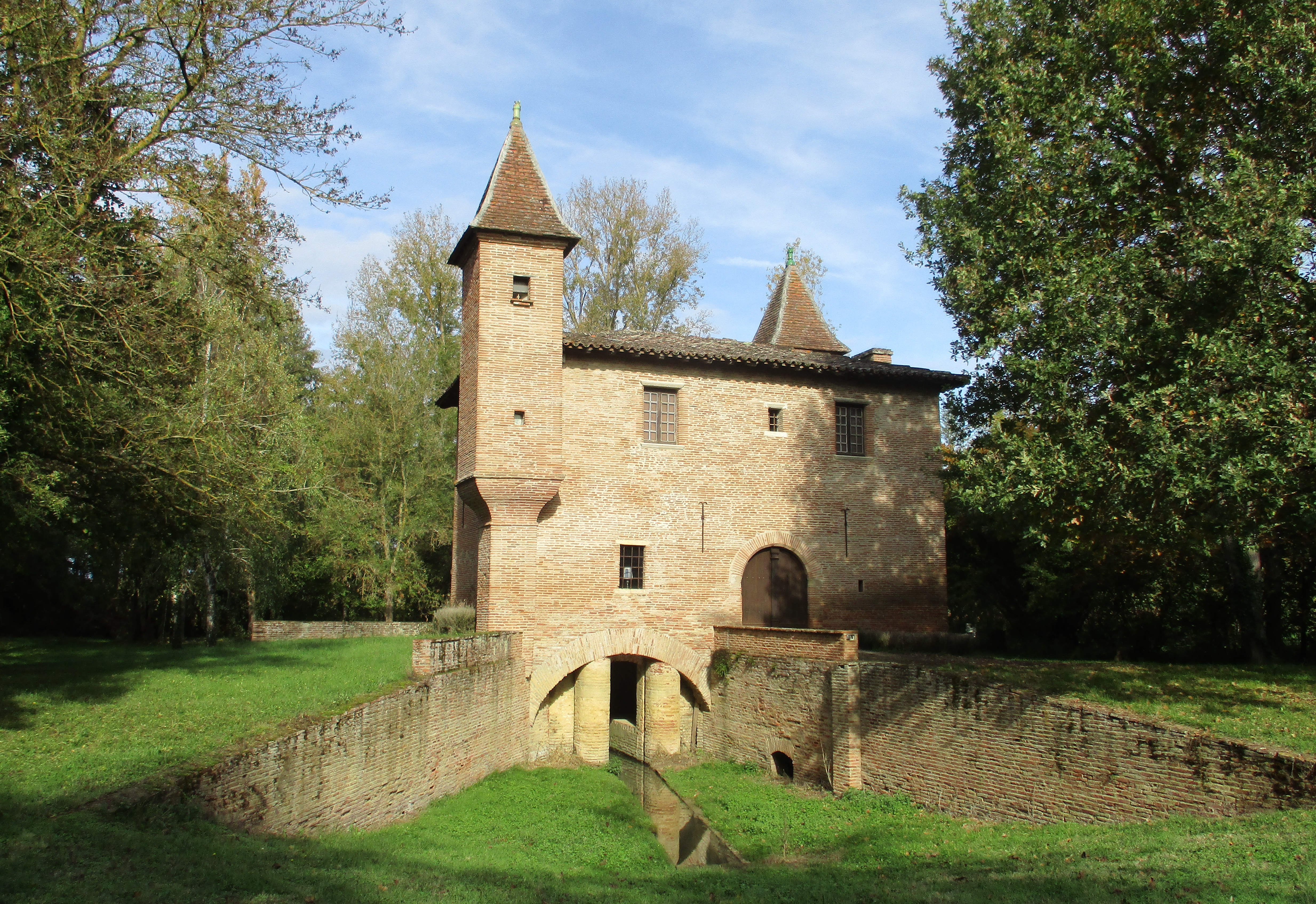
L'arrivée d'eau sur le côté sud-est.
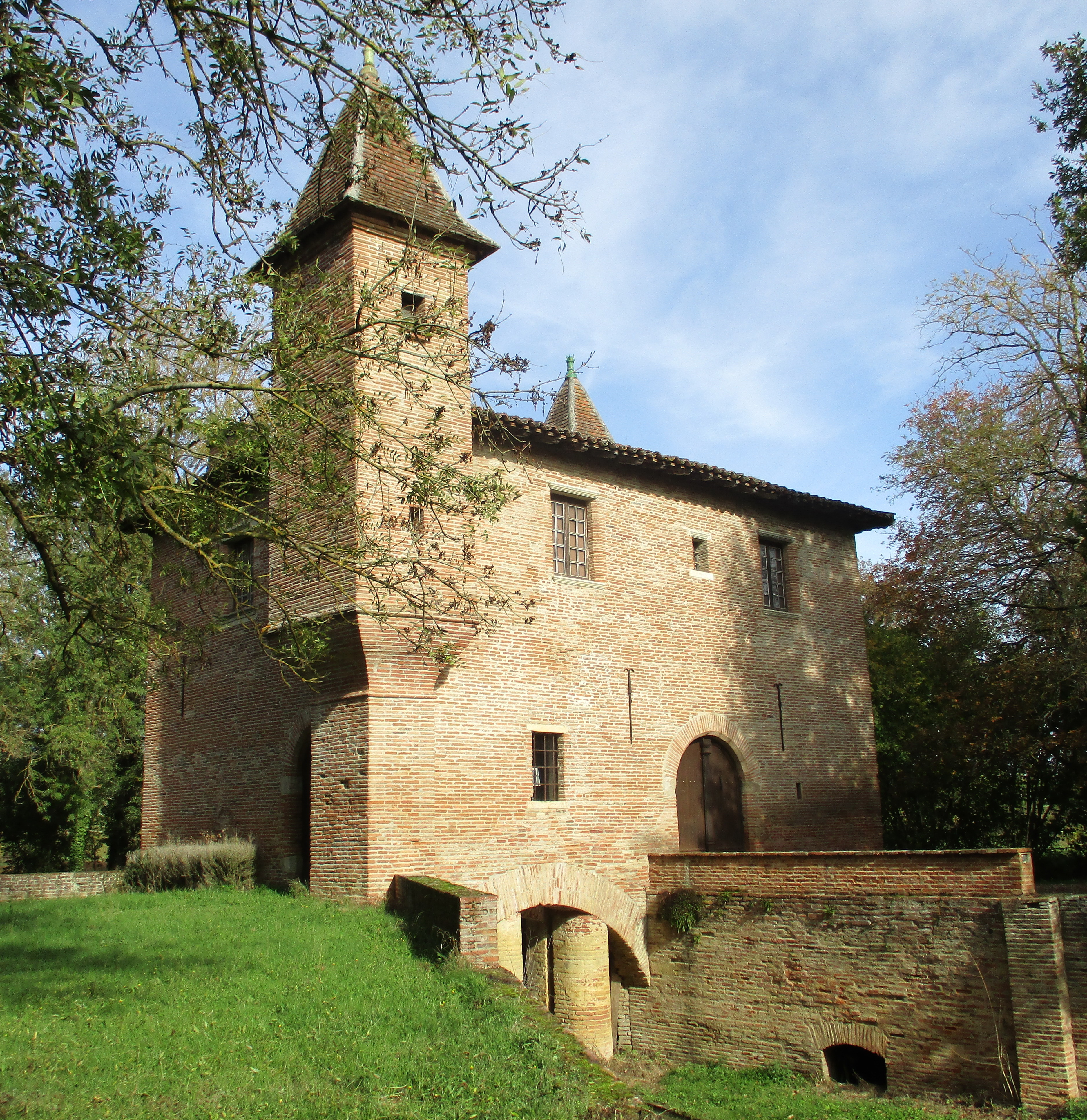
La tour sud.
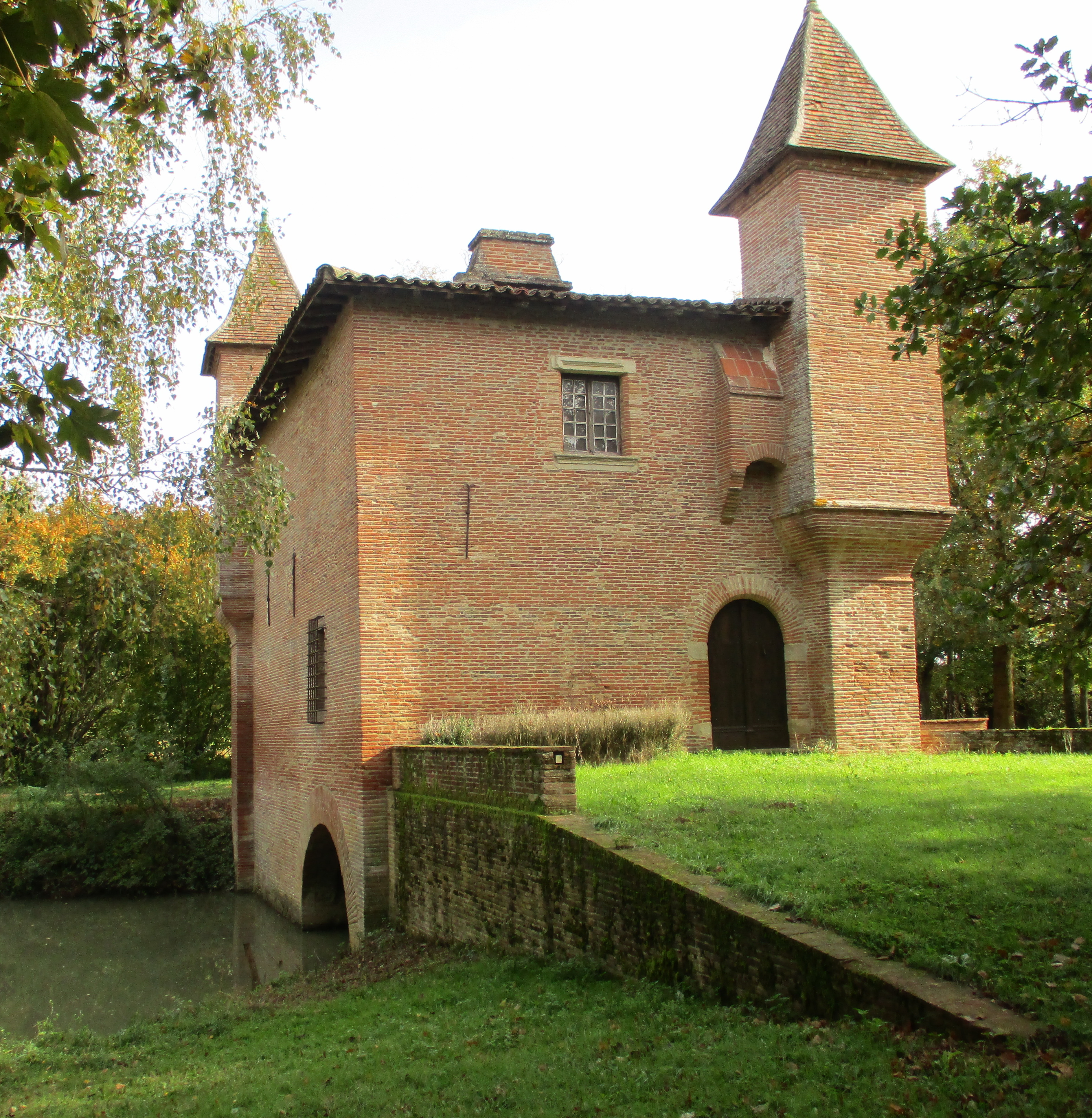
Façade sud-ouest.
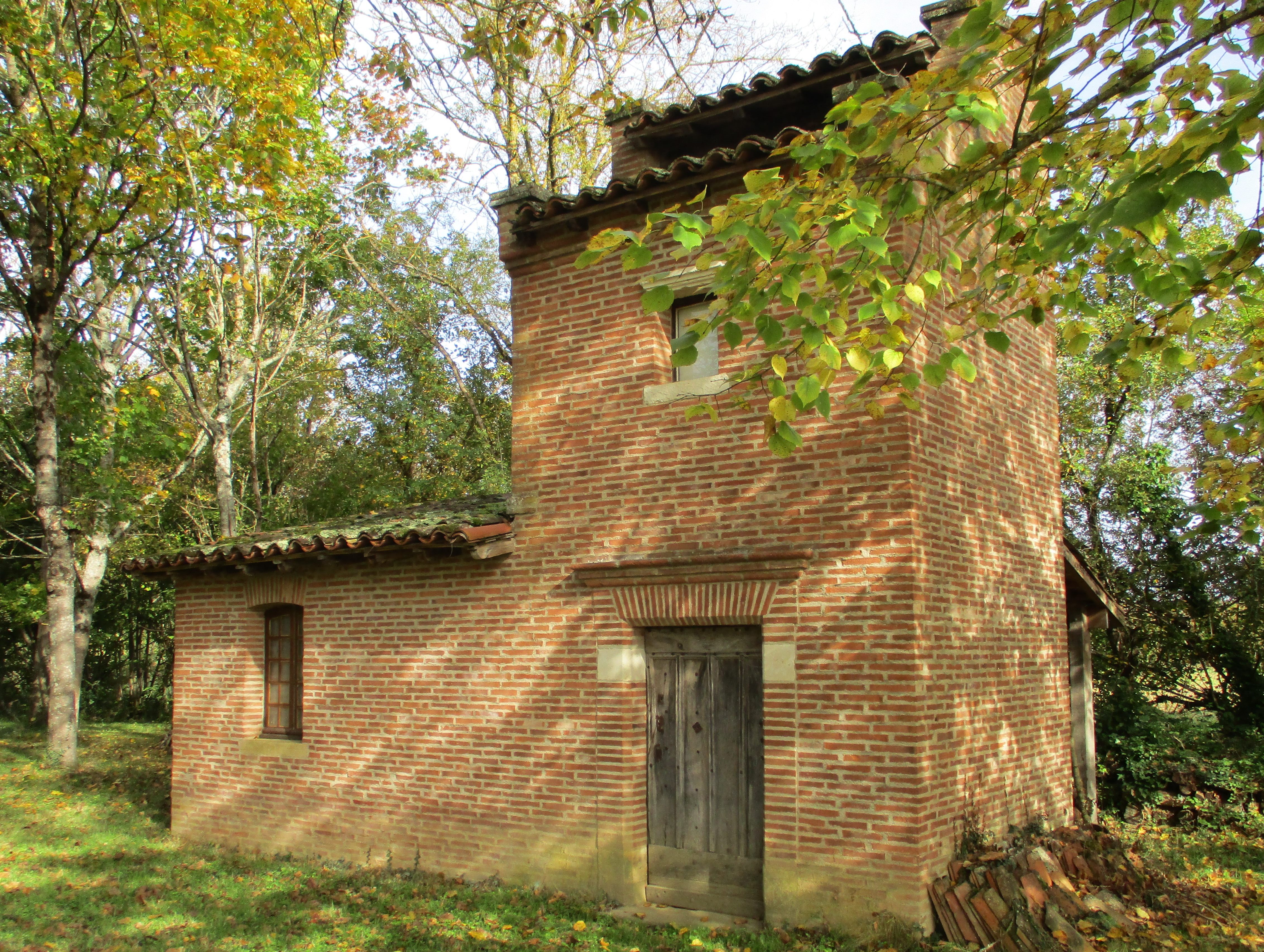
Bâtiment annexe.